# Flagge der Konföderierten Staaten von Amerika

Die letzte offizielle Nationalflagge der Konföderierten Staaten von Amerika (Blood-Stained Banner)

Flagge der Army of Tennessee

Die Kriegsflagge der Army of Northern Virginia war die offizielle Kriegsflagge der Konföderierten, aber keine Nationalflagge

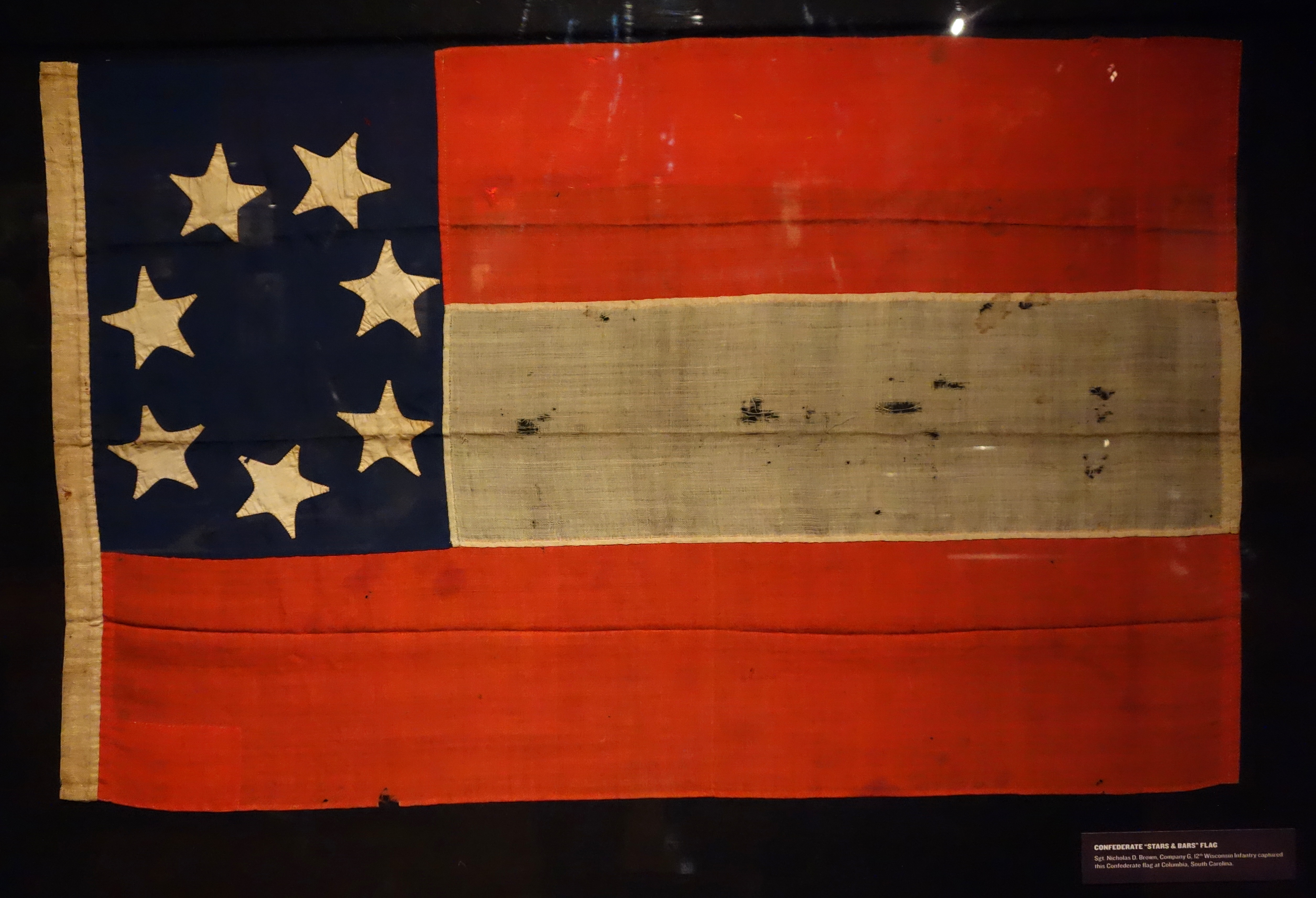
1865 bei Columbia (South Carolina) erbeutete Stars-and-Bars-Flagge von 1861 mit sieben Sternen

Die Konföderierten Staaten von Amerika (Confederate States of America, CSA) hatten nacheinander sechs verschiedene Nationalflaggen, die nach ihren Motiven als „Stars and Bars“ („Sterne und Balken“), „Stainless Banner“ („Makelloses Banner“) und „Blood-Stained Banner“ („Blutbeflecktes Banner“) bezeichnet werden. Die vier anfänglichen Stars-and-Bars-Flaggen orientierten sich in ihren Motiven an den „Stars and Stripes“ („Sternen und Streifen“), der Flagge der Vereinigten Staaten.
Die bekannte „Rebellenflagge“ (Blasonierung: Auf rotem Grund ein weißumrahmtes blaues Schragenkreuz bedeckt mit dreizehn weißen Sternen), auch „Südstaatenflagge“ oder „Konföderiertenflagge“ genannt, war nie die offizielle Nationalflagge der Konföderierten Staaten, sondern die Kriegsflagge (Battle Flag) der Army of Northern Virginia, also der Hauptarmee der Konföderierten ab 1861 unter dem Kommando von General Robert E. Lee, diese war allerdings quadratisch. In ihrer rechteckigen Form entspricht sie der Kriegsflagge der Armee von Tennessee ab 1864 bzw. der Gösch der Kriegsmarine ab 1863. Allerdings wird diese Kriegsflagge auch in den amerikanischen Medien als „Konföderiertenflagge“ bezeichnet, obwohl dies nur bedingt stimmt. 
In den USA gilt die konföderierte Kriegsflagge inzwischen weithin als Symbol der Sklaverei und des Rassismus. Gleichzeitig sehen aber weltweit bestimmte Jugendszenen und Subkulturen (Rockabillys, Teds und Teile der Country-Szene) in der „Rebellenfahne“ ein Zeichen der Unangepasstheit und des Individualismus. Dies wird oft mit entsprechenden Stickern, Aufnähern, Schallplattenhüllen usw. zum Ausdruck gebracht, ohne dabei einer „konföderierte Nostalgie“ anzuhängen oder gar rassistische Motive zu verfolgen.

## Nationalflaggen der Konföderierten Staaten

### Provisorische Flaggen 1861
In den ersten 24 Tagen ihrer Existenz besaßen die Konföderierten Staaten keine offiziell anerkannte Nationalflagge. Als Jefferson Davis am 18. Februar 1861 als Präsident der provisorischen Regierung vereidigt wurde, wehte über dem Regierungsgebäude in Montgomery die Staatsflagge von Alabama. Die Soldaten der Parade für die Amtseinsetzung wurden von einer Kompanie der Infanterie angeführt, die wiederum die Staatsflagge von Georgia präsentierten.
|                                      |                                    |                         |
| Flagge von Alabama 1861, Vorderseite | Flagge von Alabama 1861, Rückseite | Flagge von Georgia 1861 |
|                                      |                                    |                         |

### Offizielle Flaggen 1861 bis 1865
Die ersten Nationalflaggen der Konföderierten Staaten, die sogenannten „Stars and Bars“ („Sterne und Balken“), wurden mit unterschiedlichen Anzahlen von Sternen hergestellt. Da es keine genauen Regelungen gab und sich die Zahl der Mitgliederstaaten ständig änderte, zeigte man mitunter zu gleichen Zeitpunkten verschiedene Flaggen. Nach dem Bürgerkrieg erhaltene Flaggen zeigten Versionen mit acht bis fünfzehn Sternen im Eck.
Die vorletzte Nationalflagge war weiß mit der Kriegsflagge im linken oberen Eck und wurde als „Stainless Banner“ („Makelloses Banner“) bezeichnet. Um Verwechslungen mit der gänzlich weißen Kapitulationsflagge auszuschließen, wurde das Stainless Banner im Jahr 1865 durch einen senkrechten roten Balken ergänzt. Diese Flagge wurde dann wegen des roten Balkens „Blood-Stained Banner“ („Blutbeflecktes Banner“) genannt.
Nationalflaggen, die in der Fahnenfabrik von Mobile, Alabama, hergestellt wurden, hatten aus unbekannten Gründen keinen 13. Stern.

4. März 1861 – 21. Mai 1861 Stars and Bars
21. Mai 1861 – 2. Juli 1861 Stars and Bars
2. Juli 1861 – 28. November 1861 Stars and Bars
28. November 1861 – 1. Mai 1863 Stars and Bars
1. Mai 1863 – 4. März 1865 Stainless Banner
4. März 1865 – 26. Mai 1865 Blood-Stained Banner

### Vorgeschlagene Nationalflaggen 1861

Abgelehnter Vorschlag von 1861

Abgelehnter Vorschlag von 1861

Abgelehnter Vorschlag von 1861

Der Provisorische Kongress der Konföderierten Staaten bestellte den Abgeordneten William Porcher Miles aus South Carolina zum Vorsitzenden des Ausschusses, der die Flagge und das Siegel des Staates festlegen sollte. Aus allen Teilen des Landes wurden hunderte von Vorschlägen für die Nationalflagge eingereicht. Selbst Einwohner von Staaten, die im März 1861 noch Teil der Vereinigten Staaten von Amerika waren, schickten Zeichnungen. Als ungeschriebene letzte Frist für die Annahme der Flagge galt der 4. März 1861, da an diesem Tag Abraham Lincoln zum Präsidenten der Vereinigten Staaten von Amerika vereidigt werden sollte. Eine eigenständige Nationalflagge sollte die Unabhängigkeit zu diesem Zeitpunkt bekräftigen.
Als sich der Stichtag näherte, war noch keine Einigung in Sicht. Die eingereichten Vorschläge konnten im Wesentlichen in zwei Kategorien eingeteilt werden: Solche, die eine gewisse Ähnlichkeit mit der Flagge der Vereinigten Staaten hatten, und solche von sehr komplexem bzw. kompliziertem Design. Insbesondere der Vorsitzende Miles wies alle Vorschläge zurück, die die Flagge der USA zu sehr imitierten. Trotzdem ließen sich gewisse Elemente dieser Flagge auf Grund emotionaler Gefühle in der Bevölkerung nicht ganz vernachlässigen. Nachdem der Ausschuss sich nicht in der Lage fühlte, eine endgültige Entscheidung zu treffen, wählte man vier Muster, die man dem Kongress zur Abstimmung vorlegen wollte.
Am Morgen des 4. März 1861 ließ man große Modelle der vorgeschlagenen Flaggen an die Wände des Abgeordnetenhauses hängen. Das erste dieser Modelle bestand aus einem blauen, weiß eingefassten Schrägkreuz, das sich auf einem roten Tuch befand. Auf dem Schrägkreuz befanden sich sieben fünfzackige Sterne für die sieben Mitglieder des Staatenbundes. Dieser Entwurf stammte von Miles selbst, er wurde jedoch rasch abgelehnt. Einer der Abgeordneten verglich das Design mit Hosenträgern. Vermutlich war jedoch mit maßgeblich, dass die sieben Sterne nicht in eine symmetrische Anordnung zu bringen waren. Die zweite abgelehnte Flagge ähnelte in gewisser Weise der Flagge der USA, jedoch wurden die Farben der Streifen in blau und rot geändert. Die dritte nicht angenommene Variante bestand aus einem völlig anderen Muster: einem blauen Kreis auf einem roten Feld, der möglicherweise die Solidarität der Südstaaten symbolisieren sollte.
Die Flagge, die schließlich den Segen des Kongresses bekam und als „Stars and Bars“ in die Geschichte einging, wurde vermutlich von dem Maler Nicola Marschall entworfen, einem Künstler, der aus St. Wendel in der preußischen Rheinprovinz stammte und seit 1851 in Marion, Alabama, ansässig war. Noch am selben Tag wurde kurzfristig ein erstes Exemplar der neuen Nationalflagge hergestellt und über dem Capitol-Gebäude in Montgomery gehisst. Auf Grund der gebotenen Eile unterließ es der Kongress, ein formelles Flaggengesetz zu verabschieden, so dass die „Stars and Bars“ über zwei Jahre lang im Prinzip nur einen inoffiziellen Charakter hatte.

### Vorgeschlagene Nationalflagge 1862
William Porcher Miles war nicht der Meinung, dass die Stars-and-Bars-Flagge ein angemessenes Staatssymbol darstellte. Er teilte keineswegs die Emotionen, die ein Großteil der Bevölkerung noch für die alte US-Flagge empfand, und war über die abgelehnten Vorschläge von 1861 sehr unglücklich. Mit Fortdauer des Krieges änderte sich jedoch auch die Stimmung in der Bevölkerung und die Stars-and-Stripes-Flagge (Sterne und Streifen-Flagge) der USA wurde mehr und mehr zum Symbol für Unterdrückung und imperialistische Aggression. Als im Jahre 1862 der erstmals gewählte Senat der Konföderierten Staaten zusammentrat, wurde unmittelbar eine Kommission eingesetzt, die sich über eine neue Nationalflagge Gedanken machen sollte. Am 19. April 1862 unterbreitete die Kommission den Parlamentsabgeordneten einen Vorschlag, nach dem die neue Nationalflagge wie folgt aussehen sollte:

„Die Flagge besteht aus einem roten Feld, auf dem ein weißes Schrägkreuz aufgebracht ist. Im Zentrum soll eine Sonne auf blauem Grund mit 13 Strahlen stehen. Diese entsprechen der Anzahl der Konföderationsmitglieder.“

Vorgeschlagene Nationalflagge 1862

In einem weiteren Kommentar zu dieser Flagge legte die Kommission fest, dass der blaue Grund in der Form eines Schildes dargestellt werden solle. Während der Senat dem Vorschlag wohlwollend gegenüberstand, begann im Abgeordnetenhaus eine unverzügliche Debatte über die Resolution. Während einige Abgeordnete, darunter Miles, mit dem Vorschlag zufrieden waren und eine unverzügliche Einführung forderten, lehnten andere diese ab. Der Abgeordnete Charles Conrad war der Auffassung, dass eine Flagge, die kein „canton“, also eine kleine Flaggendarstellung am mastseitigen Obereck hatte, nicht auf See verwendet werden konnte. Auch Miles’ Einwand, dass die meisten seefahrenden Nationen keine solchen Flaggen führten, beeindruckte Conrad nicht. Auf Grund dieses Dissenses waren viele Abgeordnete der Meinung, die Entscheidung zu verschieben. Viele waren zudem der Auffassung, die neue Nationalflagge solle mehr der neu eingeführten Kriegsflagge der Armee von Virginia ähneln. Schließlich wurde mit einem Mehrheitsvotum von 39 zu 21 eine Aufschiebung der Entscheidung beschlossen.

### Vorgeschlagene Nationalflaggen 1863

Ursprünglicher Vorschlag der Regierungskommission

Erster Änderungsvorschlag

Änderungsvorschlag des Abgeordneten Swan

Am 22. April 1863 unternahm die Regierungskommission einen erneuten Anlauf zur Änderung der Nationalflagge. Die dahinter stehende Idee war, die Ähnlichkeiten der „Stars and Stripes“ mit der „Stars and Bars“ durch Umkehrung der Farben abzuschaffen: Anstelle einer Flagge mit einem blauen „canton“ und rot-weiß-roten Streifen sollte diese ein im Wesentlichen roter „canton“ mit weiß-blau-weißen Streifen ersetzen. Die Kriegsflagge der Armee von Virginia sollte ein wichtiger Bestandteil im Obereck werden.
Während der Senat der Konföderierten Staaten die Flagge ohne größere Debatte billigte, kam es im Abgeordnetenhaus wiederum zu heftigen Auseinandersetzungen. Dort verlangte man eine noch weitergehende Veränderung, um jegliche Ähnlichkeit mit der US-Flagge auszuschließen. Am 1. Mai 1863 wurde die Debatte eröffnet und alsbald verschiedene Vorschläge einer Modifikation gemacht. Einer dieser Vorschläge wollte die Streifen vollständig abschaffen und stattdessen einen roten Rand um ein weißes Feld führen. Ein Abgeordneter aus Mississippi schlug vor, die Sterne in der Flagge ganz wegzulassen, um den „Charakter der Südstaaten noch mehr von dem der Nordstaaten zu trennen“. Dies wurde jedoch rasch abgelehnt.
Der Abgeordnete William Graham Swan aus Tennessee schlug dagegen vor, die Kriegsflagge der Armee von Virginia in einer rechteckigen Form auch als Nationalflagge zu führen. Diese Flagge entsprach dem bereits 1861 von William Porcher Miles vorgelegten Entwurf mit damals noch sieben Sternen, der jedoch abgelehnt worden war. Nachdem aber in den vergangenen zwei Jahren die Fahne durch das vergossene Blut der eigenen Armee „geweiht“ worden war, sollte ein erneuter Versuch gemacht werden, diese als Nationalflagge einzuführen. Schließlich war es wieder Miles, der die Initiative übernahm, und einen Kompromissvorschlag vorlegte. Danach solle man die Kriegsflagge auf einem „völlig reinen (engl. stainless) Feld“ führen. Weder ein blauer Streifen noch die „Monstrosität“ einer Umrandung solle das weiße Feld stören. Obwohl ein Abgeordneter die erneute Aufschiebung des Entschlusses forderte, entschied man sich letztendlich doch für die Annahme dieses Vorschlags. Noch am selben Tag stimmte der Senat zu und am Nachmittag unterzeichnete Präsident Davis das Gesetz zur Schaffung einer neuen Nationalflagge, die fortan als „Stainless Banner“ bezeichnet wurde.

### Das Stainless Banner

Spezifikationen des Stainless Banner

Das wegen seines rein weißen Feldes so bezeichnete „Stainless Banner“ (übersetzt: „Makelloses Banner“) sollte die "Vorherrschaft des weißen Mannes" symbolisieren, so William T. Thompson, der Designer der Flagge. Die neue Nationalflagge wurde erstmals nach dem Tod von General Thomas J. Jackson verwendet. Am 2. Mai 1863 wurde Jackson in der Schlacht von Chancellorsville durch eigenes Truppenfeuer schwer verwundet. Am 10. Mai 1863 erlag er – von seiner Verwundung nicht genesen – einer schweren Lungenentzündung. Auf Anweisung von Präsident Davis wurde sein Sarg mit der ersten neu hergestellten Nationalflagge bedeckt. Dieses erste Stainless Banner befindet sich noch heute im Konföderationsmuseum von Richmond, Virginia und wurde wegen ihrer speziellen Verwendung häufig auch als „Jackson Flag“ bezeichnet. Diese besondere Identifikation von Jackson mit dem Stainless Banner kam auch später bei der Ausgabe von Geldscheinen zum Ausdruck. In den Jahren 1864 und 1865 wurden Dollarnoten mit dem Porträt von Jackson gemeinsam mit einer Darstellung der Nationalflagge herausgegeben.
Im Gegensatz zur Stars-and-Bars-Flagge wurden im Gesetzestext zum Stainless Banner sehr genaue Spezifikationen aller Größen festgelegt. Während des Krieges legte man bei der Herstellung jedoch offenbar keinen besonderen Wert auf die Einhaltung aller Maße. Weder die Länge der Flagge noch die Größe der Sterne wurde mit großer Sorgfalt beachtet, wie nach dem Krieg erhalten gebliebene Exemplare zeigten.

#### Das Stainless Banner als Truppenfahne der westlichen Armeen

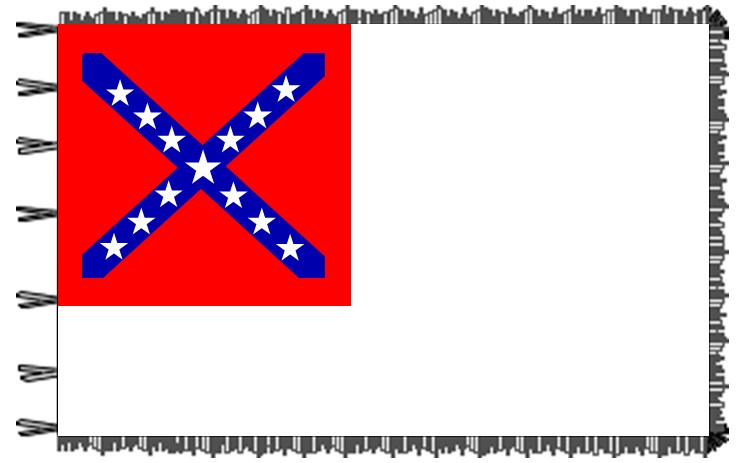
Truppenfahne des 14. Mississippi Infanterie-Regiments

Die zweite Nationalflagge der Konföderierten Staaten von Amerika fand westlich der Appalachen nur sehr begrenzt Verwendung. Es gab jedoch zwei bemerkenswerte Ausnahmen:
Im November 1863 wurde ein Offizier von General Randall L. Gibsons Brigade der Konföderierten Armee von Tennessee damit beauftragt, nach Mobile, Alabama, zu reisen und neue Flaggen zu besorgen. Seine Instruktionen beinhalteten, dass er „neue Konföderationsflaggen“ beschaffen sollte, die mit „Ehrenbezeugungen“ vergangener Schlachten und dem Symbol der „gekreuzten Kanonenrohre“ versehen werden mussten, das auf das Erbeuten feindlicher Artillerie hinwies. Der Leutnant war erfolgreich und kehrte mit je einer Flagge für jedes Regiment sowie einer für die 5. Kompanie der Washington Artillerie zurück. Die Flaggen waren aus Baumwolle gefertigt und trugen wie alle in Mobile hergestellten Exemplare nur zwölf weiße Sterne. Im weißen Feld wurden sie, wie verlangt, mit den Angaben zu Schlachten, Verwendungen der Einheit sowie den gekreuzten Kanonenrohren geschmückt.
Nach der Schlacht am Champion Hill im Mai 1863 entkam die Division von Generalmajor William W. Loring der Belagerung von Vicksburg. Während ihres Winterquartiers 1863/1864 wurden vermutlich Regimentsschneider damit beauftragt, neue Flaggen herzustellen. Die so produzierten Flaggen waren Varianten des Stainless Banner und von recht unterschiedlicher Größe. Ein auffallender Unterschied zum Standardmodell bestand darin, dass das rote Eckfeld ein blaues Schrägkreuz enthielt, das keine weiße Einfassung besaß. Auch endete dieses häufig bereits deutlich vor dem Fahnenrand. Meist wurde der zentral angebrachte Stern deutlich größer als die übrigen Sterne dargestellt. Sofern Fransendekorationsmaterial zur Verfügung stand, wurde dieses in der Regel an den drei äußeren Seiten angebracht. Diese Fransen waren – je nach Vorrat – ganz unterschiedlich gefärbt und konnten weiß, gelb, rot oder auch dunkelblau sein. Keine dieser Flaggen wurde mit zusätzlichen Kennzeichen wie Abkürzungen der Einheit versehen.

### Third national flag

Spezifikationen der „Third national flag“

„Third national flag“ hergestellt in Richmond

Das Flaggengesetz von 1863 löste zwar das Problem einer eindeutigen nationalen Identität durch vollständige vexillologische Abgrenzung von den USA, die neue Flagge verursachte jedoch andere Schwierigkeiten. Während der Flaggendebatte 1863 wies der Abgeordnete Miles noch darauf hin, dass eine Verwechslung mit der Kapitulationsflagge nicht auftreten könne, da das Stainless Banner der alten Bourbonen-Flagge nachempfunden worden sei. In der Praxis zeigte sich jedoch, dass insbesondere bei Windstille auf Schiffen kaum ein Unterschied zur Kapitulationsflagge festzustellen war. Aus diesem Grunde ging man bald dazu über, das weiße Feld zu kürzen, um eine prägnantere Flagge zu erzeugen. Am 13. Dezember 1864 reichte Senator Thomas Jenkins Semmes aus Louisiana eine Gesetzesvorlage ein, die eine erneute Veränderung der Nationalflagge vorsah. Er wies insbesondere auf Einwände der Marineoffiziere hin und schlug vor, die Flagge insgesamt zu verkürzen und einen roten, senkrechten Streifen am fliegenden Ende hinzuzufügen. Andere Mitglieder des Senats verlangten jedoch, auch die Meinung von Offizieren des Heeres einzuholen, und so wurde der Vorschlag zunächst an einen Militärausschuss verwiesen. Nach zeitraubender Zustimmung auch aller weiteren Institutionen unterzeichnete Präsident Davis am 4. März 1865 die Gesetzesvorlage und die Konföderierten Staaten von Amerika nahmen ihre dritte und letzte Nationalflagge an. Wie beim Stainless Banner gab es exakte Spezifikationen für die Gestaltung der Flagge. Da das Ende des Krieges kurz bevorstand, kam es nur zu einer geringen Produktion dieser Flaggen. Im Gegensatz zu den anderen Nationalflaggen-Varianten blieben nach dem Krieg nur wenige Exemplare erhalten. Aus Zeitgründen wurde meist darauf verzichtet, Fahnen nach den gesetzlichen Vorgaben herzustellen; vielmehr wurde in der Regel das Stainless Banner gekürzt und ein roter Streifen aufgenäht. Die Kriegsflagge im Eck blieb dadurch in einer quadratischen Form bestehen, was den Richtlinien eigentlich nicht entsprach.

#### De-facto-Gebrauch der dritten Nationalflagge
Die wenigen erhalten gebliebenen Flaggen waren in der Fahnenfabrik von Richmond, Virginia, (Richmond Clothing Depot) hergestellt worden. Sie zeichneten sich dadurch aus, dass die Kriegsflagge im Eck quadratisch blieb. Ferner wurde die weiße Einfassung des blauen Schrägkreuzes auch über die vier Ecken weitergeführt.

### Letzter Gebrauch der Nationalflagge
Die letzte militärische Einheit, die sich den Nordstaaten-Truppen ergab, war die von General Stand Watie am 23. Juni 1865, die in den westlichen Indianerterritorien operierte. Schon einige Wochen zuvor waren die wichtigsten Südstaatenzentren unter der Kontrolle der Truppen der Vereinigten Staaten, und die Nationalflagge der Konföderation hörte auf zu existieren. Die einzige Ausnahme war das Kriegsschiff CSS Shenandoah, das im Nord-Pazifik den Auftrag hatte, feindliche Handelsschiffe zu zerstören. Erst am 2. August 1865 erfuhr der Schiffskapitän James Waddell, dass die Regierung der Konföderierten Staaten nicht mehr existierte. Fest entschlossen, sich nicht den US-Streitkräften zu ergeben, nahm er Kurs auf Großbritannien. Am 6. November 1865 traf das Schiff in Liverpool ein, wo die Nationalflagge der Konföderation zum allerletzten Mal eingeholt wurde.

## Die Kriegsflagge der Konföderation

Kriegsflagge aus Seide, November 1861

Kriegsflagge aus Wolle, 1862

Kriegsflagge aus Wolle, 1863

Hauptartikel: Kriegsflaggen der Konföderierten Staaten von Amerika
Als die Konföderierten Staaten von Amerika im Februar 1861 ihre erste provisorische Regierung gebildet hatten, war eine ihrer ersten Aufgaben, eine neue Nationalflagge zu schaffen. Aus zahlreichen Vorschlägen wurde schließlich am 4. März 1861 durch den Kongress die sogenannte Stars-and-Bars-Flagge angenommen.
Viele militärische Einheiten – sowohl in Regiments- als auch in Kompaniestärke – verwendeten diese Flagge sofort als Kriegsflagge. Die ersten größeren Schlachten des Krieges wurden unter der Stars-and-Bars-Flagge geschlagen.
Zahlreiche Truppenteile der Konföderierten Armee benutzten zudem ihre eigenen besonderen Kompaniefahnen. Da die Schlachtfelder meist durch den Pulverdampf der Kanonen stark „vernebelt“ waren, fiel eine Unterscheidung zwischen Freund und Feind oft nicht leicht. In einigen Fällen ähnelte die Stars-and-Bars-Flagge der Stars-and-Stripes-Flagge der Nordstaaten-Armeen so sehr, dass eigene Einheiten beschossen wurden. Durch dieses „friendly fire“ kam es nicht selten zu tragischen Todesfällen. Daher begannen Stabsoffiziere der Südstaaten über eine Kriegsflagge nachzudenken, die sich völlig von derjeniger der Unionsarmee unterscheiden sollte. Zudem bestand das Ziel, möglichst alle Truppenteile mit der gleichen Flagge auszustatten. Die bekannteste wurde im September 1861 in Virginia geschaffen.
Man einigte sich unter Federführung von General P.G.T. Beauregard auf eine quadratische rote Flagge mit einem dunkelblauen St.-Andrews-Kreuz, auf dem zwölf weiße Sterne platziert wurden. Aus heraldischen Gründen wurde das Kreuz noch weiß eingefasst. Geplant war eine Herstellung in drei Größen: 48 Zoll Seitenlänge für die Infanterie, 36 Zoll für die Artillerie, sowie 30 Zoll für die Kavallerie. Im Laufe des Krieges hielt man sich jedoch nicht immer an diese Vorgaben. Erhaltene Nachkriegsflaggen zeigten sogar, dass anscheinend keinerlei 36-Zoll-Flaggen hergestellt worden waren.
Vom November 1861 an wurden die ersten Exemplare der neuen Kriegsflagge an Einheiten in Centreville ausgeliefert.
Kriegsflaggen mit dreizehn Sternen wurden erstmals im Mai 1862 produziert, obwohl Kentucky bereits im Dezember 1861 als dreizehnter Staat der Konföderation beigetreten war (durch die sogenannte Russellville-Regierung, die allerdings nur eine Minderheit im Staat repräsentierte). 
Die erste Nationalflagge „Stars and Bars“ behielt bis zum Ende des Krieges ihre Bedeutung als Flagge im Feld und wurde nie vollständig durch die neue Version ersetzt.

## Flaggen der Marine
- Hoheitsflagge zur See

„Ensign“ 26. Mai 1863 –
4. März 1865

Gösch der Kriegsmarine 1861–1863 (hier in der Ausführung vom März 1861)

Gösch der Kriegsmarine 1863 – Kriegsende

Flagge des „Revenue Service“

Staatsflagge von Mississippi bis 2020

Die Hoheitsflagge („ensign“) zur See entsprach in allem der allgemeinen Nationalflagge, die im entsprechenden Zeitraum gebraucht wurde. Am 26. Mai 1863 wurde jedoch eine Änderung der Flaggenproportionen angeordnet: So hatte das Stainless Banner zur See von diesem Zeitpunkt an ein Größenverhältnis von 2:3, im Unterschied zur Nationalflagge an Land mit einem Verhältnis von 1:2.
- Die Gösch

Die Gösch der Kriegsmarine – auch als Southern Cross bezeichnet – ist eine rechteckige Version der Kriegsflagge. Ein weiterer Unterschied besteht in dem deutlich helleren Blauton (navy blue) des Andreaskreuzes.
Ursprünglich war eine ähnliche Version dieser Flagge als erste Nationalflagge der Konföderation geplant. Da jedoch das Kreuz nach Meinung der Regierungskommission zu stark an Hosenträger erinnerte, wurde der Vorschlag abgelehnt. Die Flagge wurde erst am 26. Mai 1863 eingeführt und bis zum Ende des Krieges benutzt. Zuvor (seit dem 4. März 1861) bestand die Gösch aus einer blauen Flagge, auf dem weiße Sterne – in der Anzahl der Konföderationsmitglieder – kreisförmig angeordnet waren.
Neben der Kriegsmarine benutzte die Armee von Tennessee ab 1864 eine Kriegsflagge, die der Gösch sehr ähnlich war.
Dieses Design ist zu einem weithin anerkannten Symbol der Südstaaten der USA, des Rassismus und der White Supremacy geworden. Es ist auch als Rebellenflagge, Dixie-Flagge und Südstaatenkreuz bekannt. Fälschlicherweise wird sie auch als „Konföderierten-Flagge“ bezeichnet.
- Die Zollflagge

Der sogenannte Confederate States Revenue Service war eine Zollbehörde auf See, die die Aufgabe hatte, die Küsten gegen Schmuggler zu verteidigen (Wasserzoll). Eines der Privilegien dieser Behörde bestand in dem Recht, eine eigene Flagge führen zu dürfen. Bei der Wahl der neuen Flagge hielt man sich zum Teil an die Version der Nordstaaten, die senkrechte Farbbalken aufwies. Im Gesamteindruck entstand eine Flagge, die sehr an die französische Trikolore erinnerte. Die Flagge wurde am 10. April 1861 eingeführt.

## Verwendung von Konföderationsflaggen nach dem Sezessionskrieg
In den ersten Jahren nach Kriegsende war der Gebrauch aller Flaggen der ehemaligen Konföderierten Staaten verboten. Nach Beendigung der sogenannten „Reconstruction“, also der Wiedereingliederung der ehemaligen Südstaaten in den Staatenverbund der USA, wurde jedoch die Verwendung aller Symbole wieder freizügig gehandhabt.
Die moderne Verwendung von Flaggen, die mit den Südstaaten verbunden sind, ist umstritten. Insbesondere die Verwendung der konföderierten Kampfflagge begann nämlich als Reaktion auf die Bürgerrechtsbewegung und die Verabschiedung von Bundesgesetzen für Bürgerrechte in den 1950er und 1960er Jahren.

### Mississippi
Im Jahre 1894 entschied sich der Bundesstaat Mississippi zur Annahme einer Staatsflagge, die die ehemalige Kriegsflagge der Konföderation enthielt. Durch ein Versäumnis wurde in neuen Gesetzestexten des Jahres 1906 die Flagge nicht offiziell bestätigt. So war diese bis zur Entdeckung des Fehlers im Jahre 1993 strenggenommen nur ein inoffizielles Symbol des Staates, bis der amtierende Gouverneur von Mississippi Ronnie Musgrove im Jahre 2000 die Staatsflagge offiziell in ein Gesetz fasste. Erst durch einen abschließenden Volksentscheid am 17. April 2001 wurde in einer kontroversen Diskussion entschieden, die bestehende Flagge einschließlich der enthaltenen Kriegsflagge der Konföderation beizubehalten. Im Juni 2020 wurde die Abschaffung dieser Flagge beschlossen und zwei Entwürfe zur Abstimmung gestellt, die Einwohner Mississippis entschieden sich am 3. November 2020 gleichzeitig mit der Präsidentschaftswahl in einer Volksabstimmung für einen der beiden Entwürfe (die Magnolia flag).

### Georgia
Ein weiterer Bundesstaat, der sich in der Symbolik stark an die Flaggen der Südstaaten anlehnt, ist Georgia. Im Jahre 1956 wurde ebenfalls die Kriegsflagge der Konföderation in die neue Staatsflagge eingebunden. Dies führte im Laufe der kommenden Jahre zum Teil zu heftigen Kontroversen bei der afro-amerikanischen Bevölkerung, die eine Verbindung zu den Südstaaten ablehnten. Der Streit mündete im Jahre 2001 in einer Neugestaltung der Flagge, in der die Konföderationsflaggen als „Einige von Mehreren“ in einem geschichtlichen Zusammenhang dargestellt wurden. Auf Grund anhaltender Meinungsverschiedenheiten und einer Veränderung in den politischen Strömungen wurde die Staatsflagge im Jahre 2003 nochmals geändert, indem man sich nun stark an der ersten Nationalflagge der Konföderation „Stars and Bars“ orientierte.

Staatsflaggen von Georgia

### Tradition
Die erste Gruppe der Traditionalisten sieht in den konföderierten Symbolen (Flagge und Monumente) eine respektvolle Erinnerung an die Geschichte, die Traditionen und die Kultur des US-amerikanischen Südens. Für sie ist es eine Front des culture war. Es ist ein Symbol des Widerstands gegen die empfundene nördliche politische Dominanz.
Eine zweite Gruppe von Traditionalisten identifiziert sich mit den rassistischen Ansichten der Konföderierten, der Vorherrschaft der Weißen und einem starken religiösen Glauben. Die Kriegsflagge wird vom Ku-Klux-Klan genutzt, ausgehend von einer Splittergruppe, die sie ab 1943 bei Zeremonien verwendete. Jugendliche Anhänger der Dixiecrats, für deren Gründung geplante Maßnahmen gegen die Rassentrennung ausschlaggebend waren, verwendeten die Symbole im Präsidentschaftswahlkampf 1948. Diese Verwendung markiert die formale Assoziation der Flagge mit moderner Politik. Manche südlichen gesetzgebenden Körperschaften verwendeten konföderierte Symbole in den 1950er und 1960er Jahren als Symbol für die Ablehnung einer gerichtlich angeordneten Integration der Schwarzen, die dadurch weiter mit rassistischer Symbolik aufgeladen wurden. Die Kriegsflagge und andere Symbole der Konföderation werden unter anderem auch von der American Nazi Party, Nazi-Skins und separatistischen Bewegungen wie den Aryan Nations genutzt (wobei letztere aber auch die US-Flagge und die Christliche Flagge verwenden). Manche Schulen und Universitäten haben die Flagge als rassistisches Symbol verboten. Aus diesem Anlass wurde sie sogar als Symbol für die Meinungsfreiheit betrachtet.

### Kritik an der Verwendung als rassistisches Symbol
Die Frage, ob die Flaggen der Südstaaten überhaupt öffentlich oder offiziell gehisst werden sollte, führt bis heute regelmäßig zu teils heftigen Auseinandersetzungen in der US-amerikanischen Politik und Medienöffentlichkeit, insbesondere zu Wahlzeiten.
So griff der Republikaner Fred Thompson das Thema in seinem Wahlkampf um die Nominierung für die US-amerikanische Präsidentschaftswahl im November 2007 auf und gab zu bedenken, dass die Flagge für viele US-Amerikaner ein „Symbol des Rassismus“ darstelle und er daher einen offiziellen Gebrauch etwa auf Bundesstaatsebene ablehne. Eine gegensätzliche Position nahm Thompsons Konkurrent Mike Huckabee in einer Wahlkampfrede anlässlich der Primaries in South Carolina im Januar 2008 ein. Unter Berufung auf die in der politischen Tradition dieses Bundesstaats von jeher vehement eingeforderten states’ rights griff er in scharfen Worten „Außenstehende“ an, die nach South Carolina kämen und den Gebrauch der Flagge kritisierten. Huckabees Äußerungen wurden etwa von dem Kolumnisten Christopher Hitchens als „eindeutig demagogisch und rassistisch“ bezeichnet.
Nach dem Anschlag in Charleston, bei dem der 21-jährige Dylann Storm Roof am 17. Juni 2015 neun schwarze Amerikaner in der Emanuel African Methodist Episcopal Church in Charleston, South Carolina erschoss, flammte die Diskussion über den Gebrauch der Rebellenflagge wieder auf, da auf der Facebookseite des Angeklagten zu sehen war, wie er die amerikanische Nationalflagge verbrannte und anschließend die Rebellenflagge hochhielt. Außerdem hatte der Angeklagte auf seiner Jacke die Flaggen der beiden Apartheidstaaten Südafrika und Rhodesien aufgenäht. Schließlich wurde am 10. Juli 2015 die Flagge vor dem Parlament von South Carolina für immer eingeholt, nachdem sowohl der Senat des Bundesstaates als auch das Repräsentantenhaus dafür gestimmt hatten.
Im Bundesstaat Mississippi, dem letzten Staat der USA mit der Flagge als Teil der Staatsflagge, wurde im Juni 2020 die Abschaffung dieser Flagge beschlossen und für einen neuen Entwurf gestimmt.